# Eupithecia paupera
Eupithecia paupera là một loài bướm đêm trong họ Geometridae.